# ATX規格
ATX（Advanced Technology Extended）主機板規格由英特爾公司在1995年制定。這是多年來第一次電腦機殼與主機板設計的重大改變。ATX取代AT主機板規格，成為較新電腦系統預設的主機板規格。ATX解決以往AT規格中，令電腦組裝人士煩惱的問題。ATX有7條扩充槽。其他衍生的主機板規格（包括microATX、mini-ITX）保留ATX基本的背板設置，但主機板的面積減少，擴充槽的數目也有所刪減。
自英特爾在1995年發表最初的ATX官方規格後，此規格經歷多次變更；最新規格ATX12VO於2020年發表。標準的ATX主機版，長12英吋，寬9.6英吋（305毫米×244毫米）。這也容許標準的ATX機箱容納較小的microATX主機板。
2003年，英特爾發佈全新的BTX主機板規格，以其作為ATX的替代規格。但由於相容性的問題，ATX規格仍為組裝電腦最通行的主機板規格，只有大型廠商的零售電腦採用BTX，因此英特爾於2006年放棄BTX的發展。

## 電源供應器

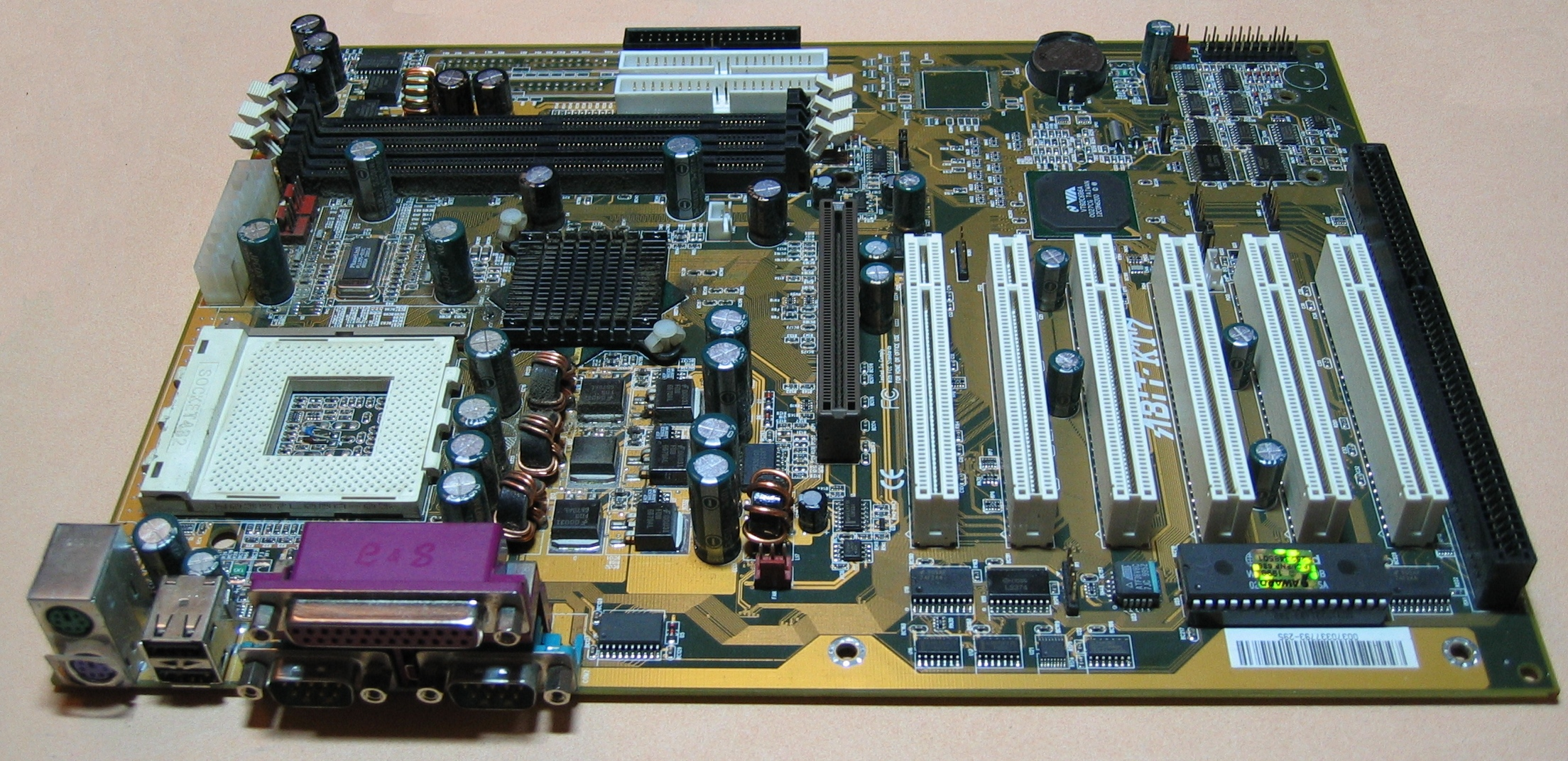
由於ATX主機板比起較舊的AT主機板有更多優點，因此廣為現代電腦系統採用。

過往的AT電腦機箱，具有一個直接連到電源供應器的電源開關。開關的主要形式，是一個雙極式的開關，開關的四條針腳，連到對應的電線。由於電線是焊接到電源開關，因此，如果電源供應器損壞，更換就會變得非常困難。
ATX的電源供應器，並不直接連到電腦的電源開關，因此電腦可以通過軟件關機。不過，部分的ATX電源供應器，背面具有一個手動開關，容許使用者將電腦完全關閉；電腦在此時將不會得到任何電力。當這個開關打開的時候，就算表面上電腦已經「關機」，電力仍然會進入電腦各部件。這種「軟體關機」或「待命」的特徵，可以用於遙控開機（例如通過调制解调器開機，即Wake-on-Ring，或通過网络唤醒，即Wake-on-LAN），但一般而言，電腦仍然是通過前面的開關來開機。
ATX電源供應器連到主機板的插頭，比起AT也有所變更。舊式的AT電源供應器，使用兩個形狀相似的插頭連到主機板，由於易於錯接，主機板很容易會因為短路而受到永久損壞。ATX則使用一個具方向性的插頭，反方向時不能插入主機板，此防呆設計免除損壞主機板的風險。另外，ATX也提供一個3.3伏特的電源，主機板因此無須再使用其他的電源來「間接降壓」取得3.3伏特電源。一些最後期生產的AT主機板，也同時支援AT與ATX的電源供應器。
另外，原來的ATX設計，是利用電源供應器的風扇，將空氣抽進機箱內，為主機板與處理器提供散熱用的空氣氣流。因為這個緣故，處理器一般是放於主機板的上方。由於眾多原因，這個設計對於機箱的散熱沒有多大用處。首先，早期的處理器與元件，發出的熱量並不需要使用特別的散熱裝置進行散熱。其後的處理器發熱量增多，但電源供應器吹出來的空氣已經明顯較熱，令這種散熱方式變為無用。因此，較後的ATX規格已經將電源供應器的氣流設計，變為選用設計。
其後Intel的Pentium 4出現，標準的20針ATX電源接腳開始無法提供處理器需要的較大電量，因此，新的ATX規格再加上了一個4針、12伏特的CPU電源接頭。這個設計也用於AMD的Athlon XP與Athlon 64處理器。一些高價系統，也適用其他形式的輔助電源接頭。
到了2000年，顯示卡的電量需求大幅上升，一些高價顯示卡的電量需求，更超越了AGP與PCI Express的供電能力，因此高價顯示卡也開始備有與硬碟機電源類似的接頭，以取得額外的電力。2004年以後生產的PCI Express顯示卡，更開始使用一個標準的6針或8針接頭，從電源供應器直接取電。
ATX電源供應器是通過主機板的開關來操作，理論上，只要將ATX插頭中的綠色電線接頭（開關訊號）與任何接頭中的黑色電線（接地）連接，即可以在不使用主機板的情況下開啟電源。一些舊的電源供應器，可以用這種方式為電腦以外的裝置供電，不過改裝時，則需要留意電源供應器的最低負載需求。
ATX電源的尺寸通常為長(L)150 × 寬(W)140 × 高(H)86 mm（5.9 × 5.51 × 3.39 in）。第二個尺寸，140 mm寬度，經常被改成160、180、200和230 mm來容納更高的功率、更大的風扇及／或模組化連接器。

### 標準

#### ATX
初版的ATX於1995年發表，定義三種接頭。
- 4-Pin Molex——用來連接硬碟、5.25吋光碟機及其他周邊設備
- 4-Pin Berg floppy connector——用來連接3.5吋磁碟機及其他周邊設備
- 20-Pin Molex Mini-fit Jr.——用來連接主機板

#### ATX12V 1.x
1999年，設計Pentium 4時發現原有的ATX標準不足提供足夠的電力，於是發表新的ATX12V（又稱ATX-P4）。AMD亦採用此標準，用於Athlon XP及Athlon 64平台。
ATX12V 1.0
- 2000年2月發表
- 3.3V和5V大致不變
- 新增mini fit JR (Molex 39-01-2040)——4-Pin接頭，額外提供12V供電到中央處理器

ATX12V 1.1
- 2000年8月發表
- 增加3.3V的供電能力

ATX12V 1.2
- 2002年1月發表的小修訂
- 不再要求電源供應器提供-5V

#### ATX12V 2.x

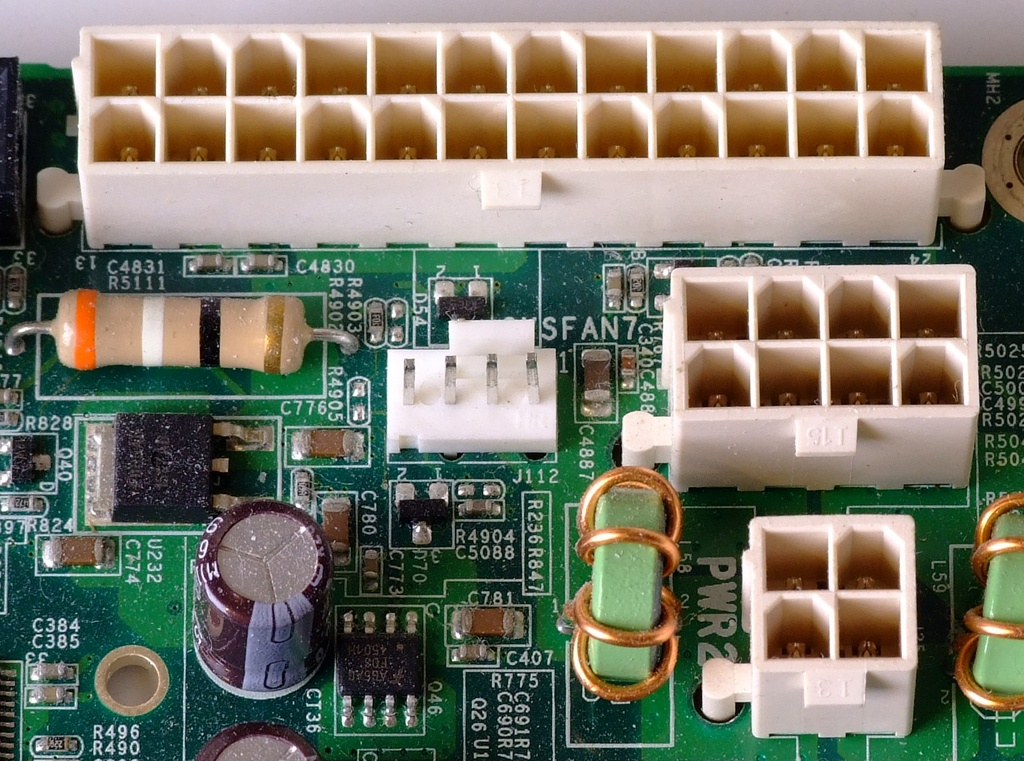
伺服器上的電力插座，主機板使用24針，CPU使用8針和4針。

ATX12V 2.x是一個重大的修訂，電力供應主要由12V提供。
ATX12V 2.0
- 增加12V的供電能力，要求有兩組12V迴路，及獨立的過電流保護
- 減低3.3V和5V的供電能力
- 主接頭擴展到24-Pin，增加的四針分別是3.3V、5V、12V和接地
- 增加SATA電源線
- 增加PCI Express供電接頭（6-Pin），為顯示卡額外供電。

ATX12V 2.1
- 2005年3月發表的小修訂
- 增加各迴路的供電能力
- 转换效率改變

ATX12V 2.2
ATX12V 2.3
- 2007年3月發表的小修訂
- 移除12V單軌輸出最多240VA的限制，即單軌12V可以輸出超過20A
- 建議轉換效率提升到80%，最低轉換效率要達到70%

ATX12V 2.4

#### ATX 3.0
ATX 3.0規格於2022年2月發布。它包括新的16-Pin 12VHPWR供電接口，可為顯示卡提供高達600 W的功率。這些組件包含用於與電源供應器協商電源功能的數據線，因此它們不會消耗比電源供應器能夠提供的功率為多。該規範還對處理尖峰有更嚴格的要求。

### 衍生標準

#### ATX12VO
最新的ATX12VO規範，電源供應器僅輸出12V電壓，主接頭由24-Pin精簡為10-Pin，並沿用ATX12V 2.x的CPU接頭和PCIe接頭。USB、硬碟等裝置所需的5V、3.3V電壓由主機板提供。

#### 戴爾電腦的電源供應器
早期的戴爾電腦，尤其是使用Pentium II與Pentium III的型號，使用一種專屬的電源接腳方式。外觀上電源接頭與標準的ATX類同（事實上也可以插進標準的電源供應器），接腳的定義卻並不相容；除了電線位置變更以外，使用某一電壓的電線數目也有所變化，令針腳不能輕易再行變更與改裝。

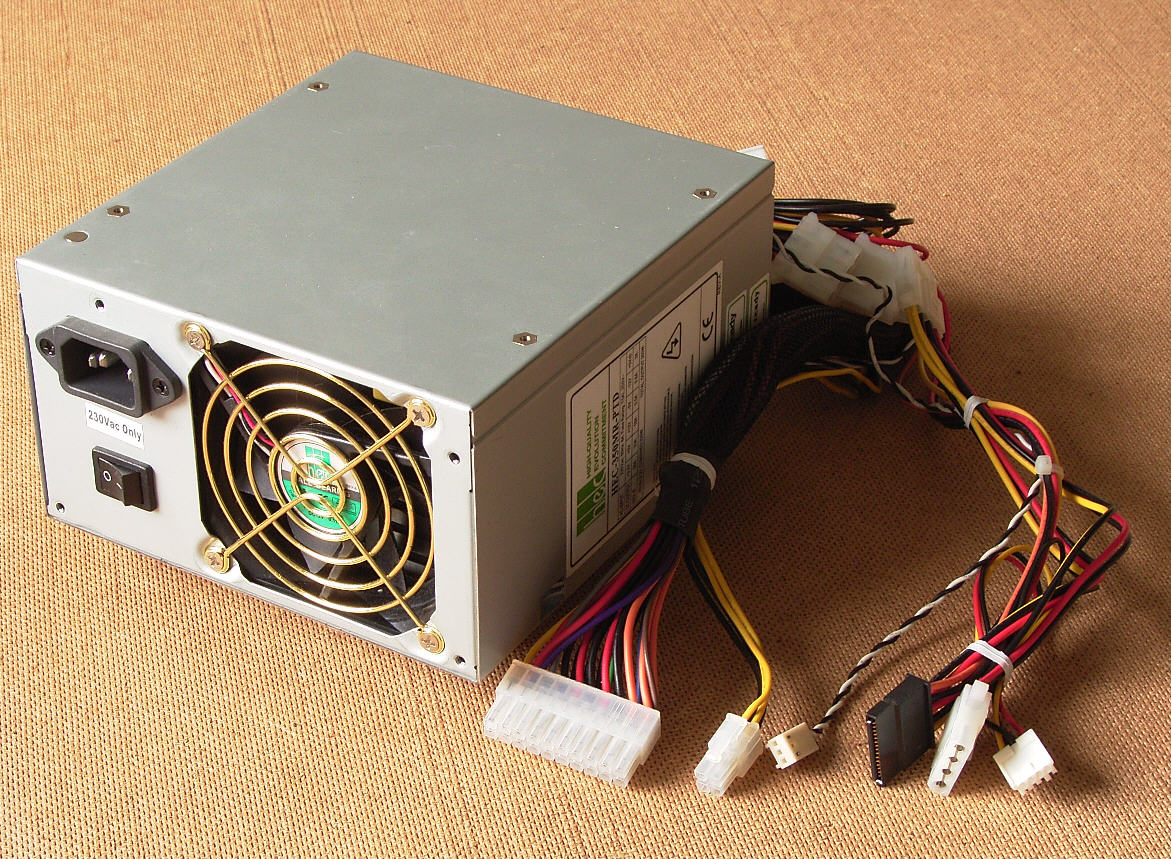
標準ATX供應器

除了20針主接頭以外，輔助的6針接頭也受到影響。雖然較新的戴爾電腦，可能使用標準的ATX電源，但是將其他的主機板與電源供應器用於戴爾電腦時就要相當小心，以免燒壞主機板或電源供應器。基本上，如果電源供應器的電線顏色編碼與ATX標準不同，那很大機會就會是專屬的接線。一般來說，戴爾電腦的支援網站，會提供有關電源接線的資料與圖解。

#### SFX電源供應器
Intel於1997年12月推出了更小的Micro-ATX主板之後，開始有廠商開發更小的機殼使用此種板以節省桌面空間，這類機殼裝不太下標準ATX電源，所以一種小型化的電源供應器SFX出現，尺寸為125 × 63.5 × 100 mm （寬 × 高 × 深）。
通常有4檔電壓（+5V、+12V、-12V和+3.3V）SFX電源一般不提供-5V電壓，不過對於目前電腦來說影響不大，因為實用-5V的ISA插槽已被淘汰。實務上由於空間縮小能放入的零件受限，所以能提供的瓦數都不高。
部份製造商和零售商錯誤地將SFX電源稱作μATX或microATX電源銷售。
然而也有廠商成功開發SFX-L的電源供應器，尺寸為125 × 63.5 × 130 mm，長寬和螺絲孔位與SFX相同，深度多30mm，因此能提供五六百瓦以上電力和容納120 mm風扇，但價格就比同瓦數ATX電源貴上不少。
SFX與SFX-L電源供應器可藉由轉接架而安裝到大多數ATX機殼使用。

#### TFX電源供應器
TFX是另一種採用標準ATX連接器規格的小型電源設計。一般尺寸為（寬 × 高 × 深）：85 × 64 × 175 mm （3.34 × 2.52 × 6.89 in）。

## 接頭

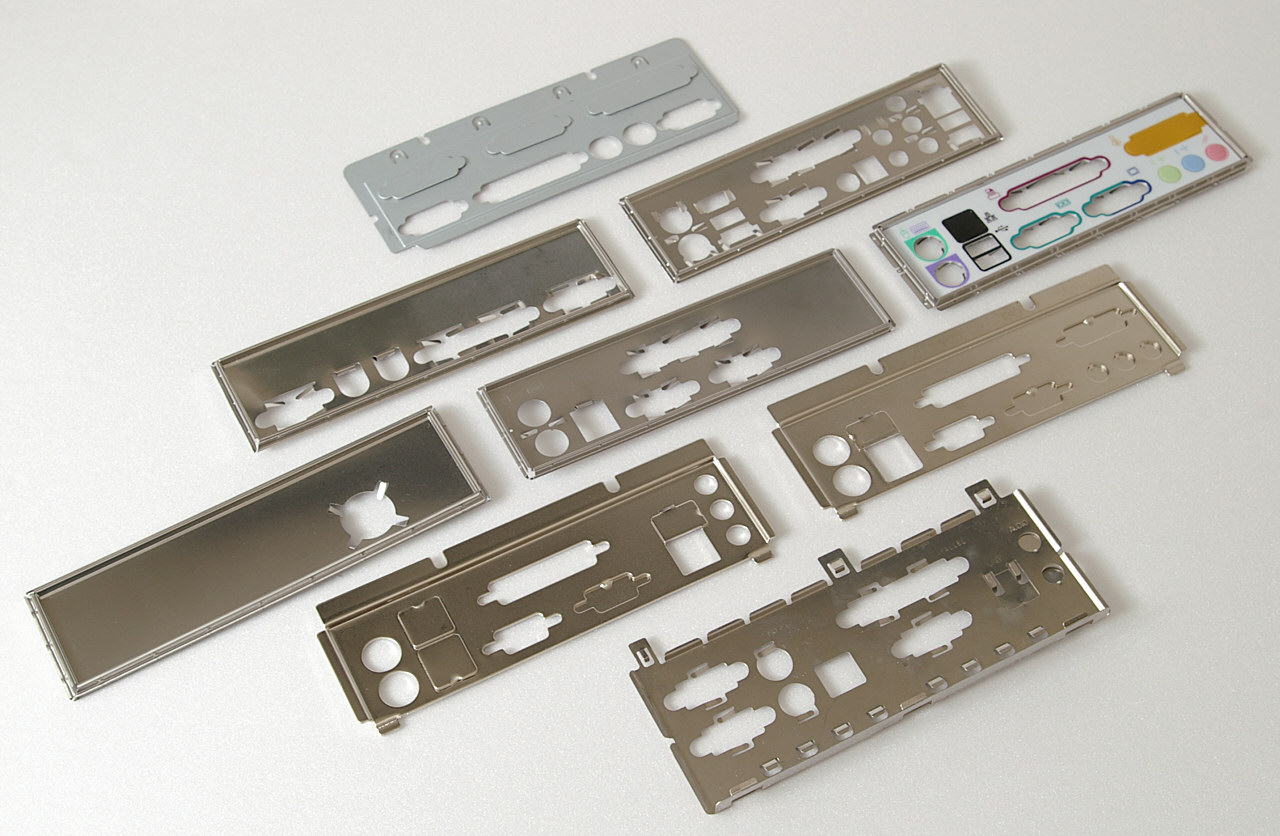
ATX的輸入／輸出背板

ATX規格也於電腦的背板作出一些主要的變更。AT規格只有一個鍵盤的插座，與安裝介面卡使用的擴充槽。其他的介面，例如序列埠與並列埠，就需要通過接線，連到機箱預留的空間，或未使用的擴充槽後面的鐵片。ATX則容許將這些介面，排列在主機板後面一個特定的長方形區域，排列的方式可以由主機板廠商自訂（不過大部分的主機板廠商，使用一些廣為接受的排列方式）。基本上，機箱後面有一塊可以拆下的鐵片，稱為「輸入／輸出背板」，開孔的形式與主機板上的介面對應。這塊輸入／輸出背板，可以因應不同的主機板而加以替換，事實上，市售的主機板也包括一塊對應的輸入／輸出背板。此外，也有一些特別設計的背板，容許舊式的AT主機板，安裝到ATX機箱中。
ATX的出現，也統一了mini-DIN鍵盤與PS/2滑鼠插座的使用。相比之下，AT系統使用一個5針DIN接頭連接鍵盤，並搭配序列埠滑鼠一同使用（不過也有部份AT電腦使用PS/2滑鼠）。

## 大小
| 發表年份 | 標準                          | 寬度             | 深度             |
| -------- | ----------------------------- | ---------------- | ---------------- |
| 1995     | ATX                           | 12英寸（305）    | 9.6英寸（244）   |
| 1995     | EATX (Extended ATX)           | 12英寸（305）    | 13英寸（330）    |
| 1996     | Mini ATX                      | 11.2英寸（284）  | 8.2英寸（208）   |
| 1997     | microATX與EmbATX              | 9.6英寸（244）   | 9.6英寸（244）   |
| 1998     | WATX (Workstation ATX)        | 14英寸（356）    | 16.75英寸（425） |
| 1999     | Flex ATX                      | 9英寸（229）     | 7.5英寸（191）   |
|          | EEATX (Enhanced Extended ATX) | 13.68英寸（347） | 13英寸（330）    |

1995年制定的EATX標準為12×13英吋，用於伺服器、工作站多路處理器平台。

## 外部連結
- ATX主機板規格v2.2
- 電源供應器尺寸規格（页面存档备份，存于）
- ATX12V電源供應器設計指引，v2.2
- ATX電源供應接頭定義（页面存档备份，存于）
- ATX電源供應器連結（页面存档备份，存于）
- ATX電源供應接頭定義的另一連結（页面存档备份，存于）
- 主機板電源供應接頭定義（页面存档备份，存于）
- 小型的ATX電源供應器（页面存档备份，存于）
- 戴爾電腦電源供應器改裝連結
- ATX擴充卡規格，修訂版1.0